# Leo Connard
Leo Connard (* 28. August 1860 als Isak Leopold Kohn in Fünfkirchen, Kaisertum Österreich, heute Ungarn; † 21. Juni 1931 in Berlin) war ein österreichischer Stummfilm- und Theaterschauspieler mit gelegentlichen Ausflügen zur Regie.

## Leben
Der Sohn des Realschulleiters Siegmund Kohn und seiner Frau Marie, geb. Duschnitz, erhielt seine künstlerische Ausbildung 1877 bei Friedrich Mitterwurzer am Konservatorium in Wien. Seine Karriere startete Connard 1879 in Marburg an der Drau. Es folgten Theaterstationen in Reichenberg, Chemnitz, Köln, Meiningen, Mainz, Prag (1888–1891) und in Stuttgart (1891–1895). Tourneen führten ihn in das zaristische Russland (St. Petersburg, Moskau, Warschau).
In Berlin seit 1895, folgte Leo Connard einem Ruf an das Lessingtheater. Bereits im Jahr darauf nahm er ein Engagement an das Berliner Theater an. Noch vor der Jahrhundertwende nahm Connard auch an Theaterfestspielen in Wiesbaden teil. Im neuen Jahrhundert spielte Leo Connard unter anderem an Wiens Raimundtheater sowie, kurz vor Ausbruch des Ersten Weltkriegs, am deutschen Theater im (damals) russischen Riga. Hier ließ man ihn auch Regie führen. 1906 hatte er seinen Nachnamen offiziell in Connard ändern lassen.
In seiner Theaterarbeit deckte Connard quasi die gesamte Palette großer Heldenfiguren ab: Er verkörperte unter anderem Richard III., den Jago in Othello, den Franz Moor, den Mephisto, den Narziss und den Harpagon. „Seine Leistungen fesseln durch Natürlichkeit und Ungezwungenheit der Bewegung und Temperament. Seine Rede ist reich an Farbe, er spricht klar und zwingend, in allen Lagen und Stärkegraden gleich gut und beherrscht trefflich Mimik und Gestik. Der Künstler appelliert nicht an den Beifall der Menge, sondern erzielt die größte Wirkung mit der ihm eigenen Intelligenz.“
Inmitten des Krieges begann Leo Connard intensiv zu filmen. Meist erhielt er Nebenrollen als Honoratior vom Dienst und Großbürger. Connard verkörperte Väter, Ärzte, Reeder, Marschälle, Großbauern, Hofräte, Polizeichefs und Großgrundbesitzer. Mehrfach wirkte er in Inszenierungen Richard Oswalds mit, drehte aber auch mit E. A. Dupont, Friedrich Zelnik, Friedrich Fehér und zuletzt Hans Kyser. 1918 führte er bei dem Hella-Moja-Film Wundersam ist das Märchen der Liebe das einzige Mal auch Filmregie. Er verstarb 1931 in Berlin.
Connard war ab 1891 mit der Berufskollegin Marie 'Mizzi' Lettau verheiratet, die als Maria Connard auch in seiner einzigen Filminszenierung mitgewirkt hatte.

## Filmografie
- 1916: Der Thug
- 1916: Der Tod des Erasmus
- 1916: Das Geheimnis des Sees
- 1917: Zwei blaue Jungen
- 1917: Der Schatz im Berge
- 1917: Das Spiel vom Tode
- 1917: Die Spinne
- 1917: Das Defizit
- 1917: Der Weg ins Freie
- 1917: Die zweite Frau
- 1917: Zwei blaue Jungen
- 1918: Robin Morris
- 1918: Es werde Licht!, 3. Teil
- 1918: Wundersam ist das Märchen der Liebe (auch Regie)
- 1918: Das Kainszeichen
- 1918: Der lebende Leichnam
- 1918: Emilia Galotti
- 1918: Jettchen Geberts Geschichte (2 Teile)
- 1919: Anders als die Anderen
- 1919: Die Arche
- 1919: Die letzten Menschen
- 1919: Das Derby
- 1919: Der Würger der Welt
- 1920: Whitechapel. Eine Kette von Perlen und Abenteuern
- 1920/22: Louise de Lavallière – Am Liebeshof des Sonnenkönigs
- 1921: Der Kampf um Liebe
- 1921: Der Wahn des Philip Morris
- 1925: Wallenstein
- 1925: Frauen, die man oft nicht grüßt
- 1927: Mata Hari
- 1927: Luther – Ein Film der deutschen Reformation